# Чобанчешмеси
Чобанчешмеси или Мозалъ (на турски: Çobançeşmesi) е село в Източна Тракия, Турция, Вилает Одрин. Околия Кешан.

## География
Селото се намира на 8 км южно от Узункьопрю.

## История
Според статистиката на професор Любомир Милетич в 1913 година в Мозалъ живеят 55 гръцки семейства.
През 1923 година са заселени помаци от село Долна Лакавица, Гърция.